# NGC 188
NGC 188 ist die Bezeichnung eines offenen Sternhaufens im Sternbild Kepheus am Nordsternhimmel. Er ist mit 6,3 Milliarden Jahren einer der ältesten offenen Sternhaufen in der Milchstraße. Der Sternhaufen besteht aus rund 5000 Sternen.
Der offene Sternhaufen NGC 188 wurde am 3. November 1831 von dem britischen Astronomen John Frederick William Herschel entdeckt und zwei Jahre später von ihm in seinen Katalog aufgenommen.